# Camagüey
Camagüey város Kubában, Havannától 570 km-re keletre. Az ország 3. legnagyobb városa; becsült lakossága 321 ezer fő volt 2011-ben.
Az azonos nevű tartomány székhelye, a Carretera Central nyugat-keleti országos főútvonal és a fő vasútvonal mentén. Az ország egyik legfontosabb mezőgazdasági körzetének ipari és kereskedelmi központja. A környező vidéken elsősorban cukornádat termesztenek.
Történelmi belvárosa 2008 óta az UNESCO kulturális világörökségének része. Az óváros házai javarészt a 18. században épültek.

## Nevezetes emberek
- Ignacio Agramonte, politikus és forradalmár
- Gaspar Agüero y Barreras,  zeneszerző és zongoraművész
- Adalberto Álvarez, zongorista, zeneszerző
- Manuel Arteaga y Betancourt, Erzbischof von Havanna und Kardinal der römisch-katholischen Kirche
- Candita Batista Batista (1916–2016), énekes
- Salvador Cisneros Betancourt, politikus és forradalmár
- Gaspar Betancourt Cisneros (1803–1866), író, újságíró
- Carlos Juan Finlay, orvos
- Gertrudis Gómez de Avellaneda, spanyol író
- Nicolás Guillén, költő és író
- Julio de la Cruz, ökölvívó

## Fordítás
- Ez a szócikk részben vagy egészben  a   Camagüey című spanyol Wikipédia-szócikk fordításán alapul.  Az eredeti cikk szerkesztőit annak laptörténete sorolja fel. Ez a jelzés csupán a megfogalmazás eredetét és a szerzői jogokat jelzi, nem szolgál a cikkben szereplő információk forrásmegjelöléseként.